# I. Frigyes német-római császár
I. Frigyes (németül: Friedrich I.), ismertebb nevén Rőtszakállú Frigyes (olaszul Barbarossa) (1122. december – 1190. június 10.), 1147-től Svábföld hercege (III. Frigyes néven), 1152-től német király és 1155-től német-római császár. Német hegemóniára tett lépéseket Nyugat-Európában, valamint szembeszállt a pápai hatalommal. Az észak-itáliai városok ellen hat déli hadjáratban folytatott hosszú harcokat 1154–1183 között. A Szentföld visszafoglalása érdekében indított harmadik keresztes hadjárat során vesztette életét.

## Élete

### Ifjúkora
Édesapja II. Frigyes, Svábföld hercege (III. Konrád bátyja), édesanyja a Welf IX. Henrik bajor herceg leánya, Judit volt. Frigyes, édesapja halála után megörökölte a sváb hercegi címet.

### Hatalomra kerülése
1152. március 4-én nagybátyja III. Konrád német király utódaként Frankfurtban német királlyá választották. Sokan úgy gondolták, hogy a Welfek és a Hohenstaufok leszármazottjaként meg tudja oldani a királyság belső problémáit. (Lásd Oroszlán Henrik kérdése)
Amikor III. Jenő pápának megválasztása hírét elküldte, azt is kijelentette, hogy nem hajlandó elismerni a császárral szemben a pápa jogát a püspökök és apátok kinevezésének kérdésében, amelyet a pápaság az invesztitúraharcok során vívott ki, sőt az 1122. évi wormsi konkordátumot megszegve püspököket nevezett ki a megüresedett posztokra. A Nyugat megváltozott politikai helyzete miatt azonban be kellett látnia, hogy I. Ottóhoz és III. Henrikhez képest nehezebben tud a pápaságon felülkerekedni. Mindeközben a Bizánci Birodalom I. Manuél Komnénosz császár vezetésével, a Földközi-tenger térségében és Itáliában is meghatározó politikai tényezővé vált. Dél-Itália és Szicília II. Roger normann királyságában egyesült. Szintén hatalmas ellenfelek lettek a lombard városok, melyek mindeddig kevés gondot okoztak a császároknak.

### Céljainak megvalósítása és császárrá koronázása
Frigyes figyelemre méltó politikai ügyességgel kezdett bele régi céljainak megvalósításába: a vezető szerep megszerzése az európai monarchiákkal szemben. Elődjének, III. Konrádnak és I. Mánuel bizánci császárnak a szicíliai II. Roger ellen kötött szerződését nem ismerte el, amivel a konstanzi szerződés (1153) megkötésére kényszerítette III. Jenő pápát, akire mindeközben egyre nagyobb nyomás nehezedett délről a normann királyság, Rómából pedig Bresciai Arnold felől. Frigyes ígéretet tett a pápának, hogy annak beleegyezése nélkül sem Arnold vezette római kommunával, sem a normannokkal nem köt békét (Arnoldot később elfogatta és kiszolgáltatta a pápának, aki felakasztatta), valamint, hogy nem enged át a bizánci császárnak itáliai területet, és végül, hogy tiszteletben tartja a pápaság rangját (honor papatus). III. Jenő ígéretet tett Frigyesnek a császári koronára, valamint arra, hogy sértetlenül megmaradnak a császárság jogai. Mikor Mánuel egy bizánci hercegnőt ajánlott Frigyesnek feleségül, és a normann királyság elleni harcra akarta rávenni, a király az ajánlatot elutasította. A konstanzi szerződést IV. Adorján, III. Jenő pápa utóda is tiszteletben tartotta, már csak azért is mivel Frigyes 1154-ben indította az első itáliai hadjáratát, melynek során Paviában megkoronáztatta magát Lombardia vaskoronájával, majd elfoglalta Rómát is. A pápa ezek után 1155. június 18-án Frigyest Rómában császárrá koronázta. A hadjárat folytatása I. Vilmos szicíliai király ellen azonban nem volt lehetséges, mert a római nép felkelése a németek ellen Bresciai Arnold kivégzése miatt, ezt megakadályozta.

### A beneventói konkordátum és a besançoni birodalmi gyűlés
A Szicíliai Királyság megtámadásához kért segítséget a német fejedelmek megtagadták Frigyestől. (A királyság I. Vilmos 1154-től 1166-ig tartó regnálása alatt egy ideig válsággal küszködött.) Mánuel ugyan egyezséget kötött Genova városával, a pápával, valamint a lázadozó normann bárókkal, Adorján mégsem fogadta el a bizánci segítséget I. Vilmos ellen, akinek sikerült úrrá lennie a válságon, és 1156-ban a pápát a beneventói konkordátum aláírására kényszerítette: Vilmos megkapta Szicíliát és a dél-itáliai normann fejedelemségeket, valamint a szicíliai egyház is különleges jogokhoz jutott. Ez az egyezség viszont a konstanzi szerződés megszegését jelentette. Rolando Bandinelli bíboros (a későbbi III. Sándor pápa) kapta a feladatot, hogy az 1157. évi besançoni birodalmi gyűlésen adjon magyarázatot az egyházfő új politikájáról a császárnak és a fejedelmeknek. A pápa levele – amit Dasseli Rainald birodalmi kancellár olvasott fel – a pápai delegáció és a fejedelmek között kiélezett vitához vezetett arról, hogy a császárság függ-e a pápaságtól vagy fordítva. Adorján később magyarázatot adott arra, hogy a vitát kiváltó beneficium szó alatt üdvöt, jótéteményt értett nem pedig hűbéri viszonyt.

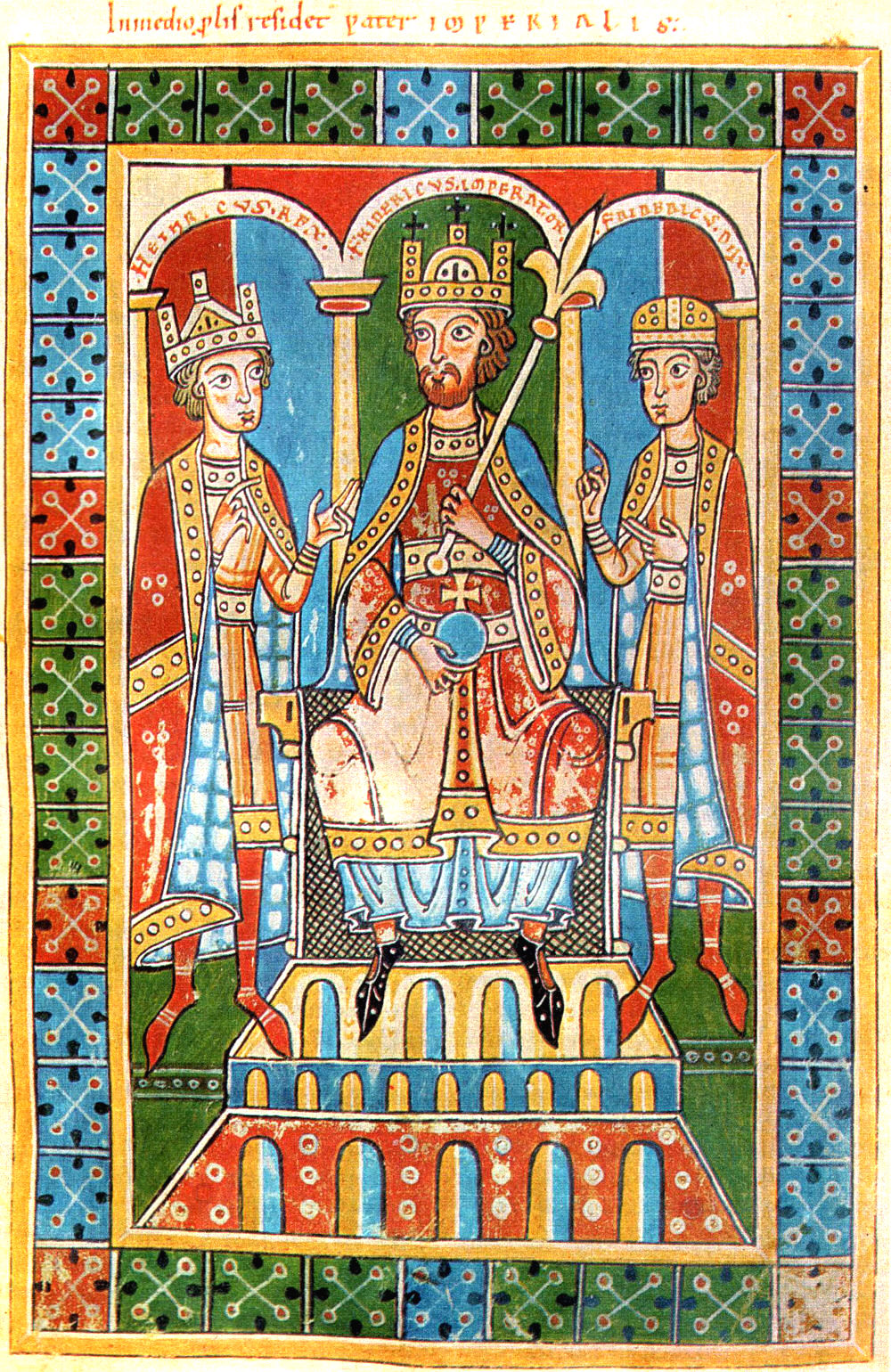
Frigyes a fiaival

### A császári előjogok visszaszerzésére tett kísérletek

#### Itáliai politikája és a második itáliai hadjárat
Miután Frigyes megoldotta a belpolitikai problémákat, 1158-ban a császári előjogok visszaállítása érdekében belefogott a második itáliai hadjáratba. (Seregében II. Géza magyar király által küldött íjászok is voltak.) 1158. nov. 11-én a Pó menti Lodinál Roncagliában megnyitotta a birodalmi gyűlést, melynek célja a császári jogok meghatározása és biztosítása volt. Tekintettel arra, hogy a hadjárat kiváltó oka az volt, hogy a lombard városok kisajátították a királyi jogokat (a regáliákat). A városok küldöttei a gyűlésen behódoltak az uralkodónak. Ez évi 30 000 font ezüst bevételt jelentett volna a császári kincstárnak.
1158-tól kezdve Frigyes a pénzügyi igazgatási rendszer kiépítésére tett lépéseket Itáliát jól felügyelhető várak, paloták és városok hálózatává akarta alakítani, ahol császári hivatalnokok felügyelik a városok önkormányzatát. Ezt viszont a városok a szabadságuk korlátozásának vélték. A császári Itália minden lakosára kivetették az úgynevezett fodrum adót, viszont az itáliai nemesek és szuverén városállamok (kommunák) mentesültek a katonáskodás alól, és a császár védelmét élvezték. Az itáliai pénzből jutott a német fejedelmeknek is, akik annak ellenére, hogy Frigyes túlzott engedményeket adott volna nekik, támogatták őt. Az egyházfejedelmeknek viszont még mindig ki kellett szolgálniuk Itáliát. Keresztély érsek hosszú ideig tartó itáliai császári legátussága, súlyos pénzbeli veszteséget okozott a mainzi érsekségnek. Frigyes, az Itáliából befolyt adókból zsoldos hadsereget szervezett, amivel katonailag némileg függetleníteni tudta magát a hűbéruraktól.
A roncagliai gyűlés után a császár privilégiumot adományozott a Bolognában működő professzorok és diákok számára az „Authentica Habita” kezdetű rendeletének kibocsátásával, melynek alapján az egyetemi diákság és az egyetemek tagjai mentesültek a helyi egyházi adó fizetése alól. Bolognai tartózkodása alatt hirdette meg az „isteni császárság” eszméjét, ekkor keletkezett a Szent Római Birodalom (Sacrum Impérium Romanum) fogalma.
A birodalmi gyűlés döntései nyomán a pénzverési jognak és a városi konzulok kinevezési jogának visszakerülése a császárhoz megszüntette a városok autonómiáját, s ez ellen többen felkeltek. Ezért Frigyes 1160-ban leromboltatta Cremonát, s két évi ostrom után 1162-ben feltétlen megadásra kényszerítette Milánót is, majd azt is a földig romboltatta.

#### Pápa és ellenpápa
A pápa és a városok viszont az Itáliában létrehozott császári államot fenyegetőnek érezték. 1159-ben Frigyes támogatásával Ottaviano de Monticello bíborost IV. Viktor néven pápává választották. Bandinelli bíborost ugyanezen évben szintén pápává választották III. Sándor néven. Vilmos szicíliai király azonnal elismerte a bíborosok által támogatottabb III. Sándort. Az 1160-ban összehívott paviai zsinaton viszont csak IV. Viktor jelent meg, így őt nyilvánították az „igazi” pápának.

### Kapcsolata III. Sándor pápával

#### Frigyes kiközösítése
III. Sándor pápa, annak érdekében, hogy a császárságtól független pápaságot hozzon létre, 1160-ban kiközösítette Frigyest. Sándort támogatta Anglia, Franciaország, Spanyolország, Magyarország, a lombardok és Mánuél bizánci császár is. Sándor 1161 és 1165 között Franciaországban volt. Barbarossa azon próbálkozása, hogy a Saône-parti Saint-Jean-de-Losne-ban tartott találkozón VII. Lajost rábeszélje az egyházszakadás megszüntetésére, nem járt sikerrel. Sándor ugyan megpróbálta Frigyest visszahozni az egyházba, de ez hiábavalónak bizonyult. Mánuél császár a pápa sürgetésére kész volt szövetséget kötni Franciaországgal és elismerni a pápát. Miután 1162-ben Frigyes lerombolta Milánót, 1163-64-ben vezette harmadik hadjáratát Itáliába, ami sikertelenül végződött.

#### Frigyes és II. Henrik szövetsége
IV. Viktor 1164-ben bekövetkezett halála után, Dasseli Rainald befolyására, III. Paszkált választották pápává. VII. Lajos francia király és II. Henrik angol király között kialakult konfliktust kihasználva Frigyes úgy döntött, hogy szövetségre lép II. Henrikkel. 1165-ben a würzburgi birodalmi gyűlésen megesküdött, hogy III. Sándor pápát nem fogja elismerni. Az angol küldöttek ígéretét, mely szerint Frigyes politikai óhajai teljesülni fognak, II. Henrik megtagadta, hogy Sándort sakkban tartva, megnehezíthesse a vele régóta, hosszú vitában álló Becket Tamás dolgát.

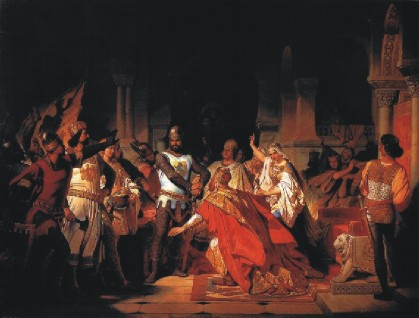
Barbarossa és Oroszlán Henrik Chiavennában

#### Újabb itáliai hadjáratok és a III. Sándor pápával való békekötése
I. Vilmosnak, Szicília királyának 1166-ban történt halála után úgy gondolta Frigyes, hogy itt az idő Szicíliára és III. Sándorra csapást mérni. Megalakult a Lombard Liga, hogy a császár negyedik itáliai hadjáratával szembeszálljon. Frigyesnek mégis sikerült elfoglalnia Rómát, s menekülésre kényszeríteni a pápát. A hadjárat azonban kudarccal végződött, mert a seregben járvány tört ki. (malária vagy pestis). Így a császári haderő Savoyán keresztül visszavonult az Alpokon túlra. Tusculumnál aratott győzelme után elhunyt Dasseli Rainald Rómában és halálával a császári stratégia is megváltozott, melyhez nem kis mértékben hozzájárult, hogy Milánó újra felépült és a Lombard Liga egyesült a Veronai Szövetséggel, III. Sándor pápa tiszteletére pedig Alessandria néven új várost alapítottak. Frigyes kibékítette VII. Lajost és II. Henriket, 1170-ben Bizáncba követséget küldött, valamint Bamberg püspökét III. Sándorhoz küldte. Ezek jelentősen csökkentették a feszültséget és ezt Sándor sem hagyta figyelmen kívül. 1174-ben, az ötödik itáliai hadjárat során nem sikerült legyőzni a lombardokat, de a montebellói fegyverszüneti megállapodásban mégis alá kellett vetniük magukat Frigyes akaratának. A legnanói csatát a lombardokkal szemben azonban Barbarossa elvesztette, mivel segélykérését Oroszlán Henrik szász herceg elutasította. Frigyes ezek után hajlandó volt tárgyalni a pápával és 1176-ban Anagniban békét is kötött. Az 1177-es velencei békében Frigyes elismerte III. Sándor pápát, akitől a Szent Márk-székesegyház előtt kapta meg a békecsókot, s egyben a feloldozást az egyházi átok alól. Velencében a birodalmi küldötteknek sikerült javítaniuk a császár helyzetén. A fegyverszüneti egyezség ellenére a lombardok nem szerepeltek a békében, de végül 1183-ban velük is megkötötték a konstanzi békét.
Frigyes hatodik, egyben utolsó itáliai hadjárata 1184-86-ban komoly diplomáciai sikert hozott neki, mert a hadjárat idején Milánóban itáliai királlyá koronáztatta legidősebb fiát, a későbbi VI. Henrik német-római császárt, aki 1186-ban feleségül vette II. Roger nápolyi és szicíliai király Konstancia nevű lányát. A házasság a pápaság ellen is irányult, hisz ezáltal a német-római császár jogot formálhatott a Dél-itáliai Királyság öröklésére, melynek eredményeként a Pápai Állam földrajzilag a Német-római Császárság foglya lett volna.

### Oroszlán Henrik kérdése

#### A birodalom átszervezése és (Oroszlán) Henrik megerősödése
Időközben Frigyes változtatásokat kezdeményezett a birodalomban. Amikor Frigyest megkoronázták, Henrik magának követelte Bajorországot, ami az ausztriai II. (Jasomirgott) Henrik őrgróf fennhatósága alatt állt. Henrik megkapta Bajorországot és az őrgrófságot pedig – kárpótlásként – hercegségre emelte. Henrik megtarthatta Szászország és Mecklenburg hercegségét is, és 1154-ben jogot kapott arra, hogy az Elbától keletre található egyházmegyékben püspököket nevezhessen ki. 1158-ban Frigyes megalapította a Lipcsétől délre levő Pleissnerland birodalmi területet, királyi rangra emelte a csehországi II. Ulászló herceget (királyként I. Ulászló néven), valamint a brémai érseknek fontos kiváltságokat adományozott, visszaállítva ezzel a püspök politikai hatalmát. 1158-ban I. (Nagy) Valdemár dán királynak különleges kiváltságokat ígért, valamint hűbéresévé fogadta. Ugyancsak 1158-ban (Oroszlán) Henrik megalapította Münchent és Lübecket, amelynek létrejöttével a német kereskedők kijutottak a Balti-tengerhez, továbbá delegációt küldött Skandináviába és Oroszországba, és szerződéssel kapcsolta egymáshoz a németeket és Gotland lakosait. 1189-ben létrejött Novgoroddal a kereskedelmi egyezmény. 1180 körül a német kereskedők eljutottak Rigáig, és védelmüket erősítette, hogy 1177-ben Henrik elfoglalta Mecklenburgot. 1184-re birtokában volt a Stade grófság és város, mely az Elba legfontosabb kikötője.

#### Henrik bukása
Ebben az időben I. (Medve) Albert őrgróf alatt, Brandenburgba és Sziléziába német telepesek költöztek. Frigyes 1157-es és 1172-es lengyel hadjárata során, sikerült újra függésbe hoznia a lengyel hercegeket. Oroszlán Henrik Braunschweiget tette meg székhelyévé, és konfliktusokat szított Wichmann magdeburgi érsekkel, Medve Alberttel, III. Lajos türingiai tartománygróffal, valamint Rajnald kölni érsekkel, ők azonban eredményesen szálltak szembe vele. Elképzelhető, hogy Henrik bukását az okozta, hogy 1176-ban nem segítette meg Frigyest. Alighanem a birodalom békéjének megzavarásáért Barbarossa vád alá helyezte Henriket, elvette tőle Lübecket, valamint az 1180-as gelnhauseni fejedelmi tanácskozáson megfosztotta hatalmától is. Henrik elveszítette hercegségét; Vesztfáliát a kölni érsek, Bajorországot pedig Wittelsbach Ottó szerezte meg. Henrik, rokoni kapcsolatok révén (felesége az angliai Matild volt) II. Henrik angol királyhoz menekült. Ettől fogva csak a császártól kapott földdel rendelkező fejedelmek tartozhattak a birodalmi hercegek (Reichsfürsten) közé. Frigyes a pomeráni fejedelmeket hercegekké emelte, Meránia hercegei Andechs grófjai lettek, Stájerország hercegség lett, 1168-ban pedig a würzburgi püspök megkapta a „Frankföld hercege” címet.

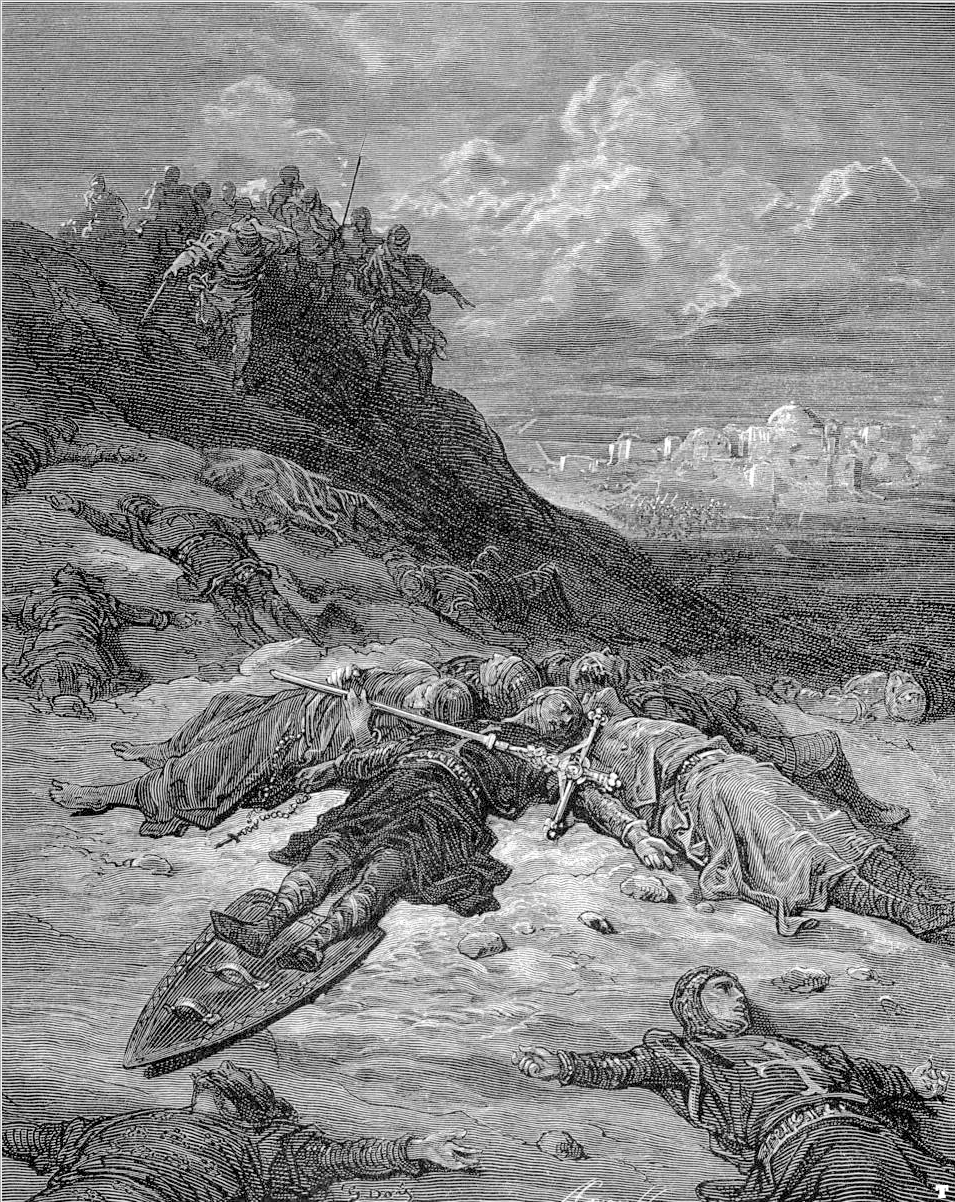
Gustave Doré (1832-1883) metszete: Frigyes császár halála

### Frigyes házassága és halála
Barbarossa 1152-re megoldotta Burgundia területi kérdését, melynek területére IV. Berthold zähringeni herceget nevezte ki képviselőnek. 1156-ban feleségül vette Beatrixot, III. Rainald burgundiai gróf leányát. Igyekezett kiépíteni császári területeket a fejedelmek fennhatósága között, amelyeket a Svábföldtől Türingiáig hol sűrűbben, hol ritkábban elhelyezkedő várkastélyok, városok, földbirtokok, miniszteriális székhelyek és egyéb jogok alkottak. Ezeket a hatalmas régiókat császári intézők (ministeriales imperii) vezették, akik közül sokan a császár közvetlen környezetéből kerültek ki. Leghíresebb közülük I. Münzenbergi Kunó volt, akinek kastélya ma is megtekinthető a Frankfurttól északra fekvő Wetterauban.
Frigyes korának jellegzetessége volt a lovagi erények tiszteletben tartása. Ennek okán Barbarossa 1184-ben pünkösdkor lovaggá ütötte fiait, 1188-ban pedig a „Jézus Krisztus-gyűlés” alkalmából birodalmi hercegséggé alakította a Namuri Őrgrófságot.
1187-ben Szaladin szultán elfoglalta Jeruzsálemet, ezért Frigyes meghirdette a harmadik keresztes hadjáratot, melynek során 1189-ben jól felszerelt, tízezer lovast és ugyanennyi gyalogost számláló seregével Magyarországon is átvonult, s Esztergomban III. Béla magyar király látta vendégül. Béla kenyérrel és borral megrakott szekereket, marhacsordákat, juhnyájakat adott a császárnak, hozzájárulva ezzel a keresztes sereg élelmezéséhez. Cserébe Frigyes dunai flottáját kapta, miután az Belgrádnál elérte a bizánci határt. 1190-ben Barbarossa belefulladt a Szalef (Kalikadnosz) folyóba. Halálának pontos körülményei tisztázatlanok: egyes tudósítások szerint lovaglástól felhevülten akarta magát a folyóban lehűteni; mások szerint a folyón átkelés közben vetette le a megijedt ló és páncélja súlya húzta le a víz alá. Vélhető, hogy a nyári hőség és életkora következtében a jéghideg hegyi folyó vizében szívinfarktust kapott.

## Frigyes politikája és a birodalom halála után
Frigyes folytatni kívánta elődei politikáját, állama továbbra is a nemesekre, főnemesekre, valamint a birodalmi tisztségviselőkre támaszkodott. A királyi hivatalnokok (advocatusok és scultetusok) kormányozták a császári városokat, de a polgárok is részt vettek az irányításban. Frigyes felismerte, hogy az egyház hatalmának szigorú törvények szabtak határt. Az egyház csatlakozott Felső-Itália gazdaságilag erős államainak szabadságharcához, III. Sándor pedig el tudta érni, hogy az európai uralkodók ne kössenek Frigyessel politikai egyezséget. II. Fülöp Ágost francia király viszont szövetséget kötött vele, a benyomuló anglo-normannok ellen. Barbarossa azonban nem tudta megtörni a fejedelmek hatalmát. Halála után a birodalom területi államok hálózatává alakult, Franciaország viszont II. Fülöp Ágost alatt központosított monarchikus állammá fejlődött.

## Legendák
- James Bryce német-római császárokról írott művében így ír a híres legendáról (valójában azt II. Frigyesnek tulajdonítva):[6]

"Annak a zöld rónának délnyugati részén, a mely a salzburgi sziklát övezi, az Untersberg óriási hegytömege tekint le az útra, amely hosszan tova kanyarog a berchtesgadeni szakadék és tó felé. Ott, fenn a mészköves szirtek között, hova emberi láb nem jut el, a völgybeli parasztok az utazónak egy fekete üregnyílást mutatnak s azt beszélik, hogy benne Frigyes lovagjai körében bűvös álmát alussza s várja az órát, a mikor a hollók nem röpdesnek többé a hegyorom körül, mikor a völgyben a körtefa kivirágzik, s ekkor le fog szállani keresztes vitézeivel együtt s magával visszahozza Németország számára a béke, a hatalom és egység aranykorát. Gyakran, a Frigyes nemzetségének kora után beállott szomorú napokban, gyakran, mikor az önkény tűrhetetlennek s a fejetlenség végnélkülinek tetszett, arra a barlangra gondoltak az emberek és sóhajtva kívánták a napot, a melyen az igaz császár hosszú álma véget ér és újra, mint hajdan, kifüggesztik pajzsát magasra a táborban, segítség jeléül a szegénynek s elnyomottnak."

## Gyermekei
- Első feleségével, Vohburgi Adelheiddel[7] (1128 vége – 1190) 1147-ben[7] esküdött össze. E házasságot később érvénytelenítették.
- Második feleségétől, Burgundiai Beatrixtól[7] (1143 – 1184. november 15.), akivel 1156. június 10-én,[7] Würzburgban[7] házasodott össze, született gyermekei:
  - Zsófia[7] (1161 – 1187), VI. Vilmos montferrati márki (1173 k. – 1226. szeptember 17.) felesége
  - Beatrix[7] (1162 körül – 1174 körül), akit a lorchi kolostorban temettek el.
  - Frigyes[7] (Pavia, 1164. július 16. – 1170. november 28.), 1167-től Svábföld hercege, a lorchi kolostorban temették el
  - VI. Henrik[7] (Nijmegen, Németalföld, 1165. november – Messina, Szicília, 1197. szeptember 28.), 1169-től német király, 1191-től német-római császár, aki I. Konstanciát (1154. november 2. – 1198. november 27.), II. Roger szicíliai király leányát vette feleségül.
  - Konrád[7] (1167. február – 1191. január 20.), később V. Frigyes néven Svábföld hercege.
  - Ismeretlen leány [Gizella ?] (1168. október/november – 1184).
  - I. Ottó[7] (1170. június/július – 1200. január 13.), burgundiai palotagróf, aki Blois-i Mária burgundiai palotagrófnőt (1170 körül – 1230. július 12.), Blois grófnőjét vette feleségül.
  - Konrád[7] (1172. február/március – Durlach (ma Karlsruhe), 1196. augusztus 15.), sváb herceg.
  - Rajnald (1173. október/november – fiatalon meghalt), a lorchi kolostorban temették el.
  - Vilmos (1176. június/július – fiatalon meghalt), a lorchi kolostorban temették el.
  - Sváb Fülöp[7] (1177 augusztusa – Bamberg, Német-római Császárság, 1208. június 21.), sváb herceg, német király, aki Bizánci Irén császári hercegnőt (1181–1208), II. (Angelosz) Izsák bizánci császár leányát vette feleségül.
  - Ágnes[7] (1181 – 1184. október 8.), akit a speyeri dómban temettek el.

## Szakirodalom
- Friedrich Barbarossa und seine Zeit eine Chronik , Helmut Hiller, München List, 1977, ISBN 3-471-77516-1
- Die Siegel Kaiser Friedrichs I. Barbarossa und Heinrichs VI. in der Kunst und Politik ihrer Zeit, Deér József, Basel, Birkhäuser-Verlag, 1961
- Barbarossa von Eberhard Otto, Eberhard Otto, Potsdam, Athenaion, 1943
- Friedrich Barbarossa, Alfred Haverkamp, Sigmaringen, Thorbecke, 1992 ISBN 3-7995-6640-6
- Friedrich Barbarossa, Ferdinand Opll, Darmstadt, Primus Verlag, 1998, ISBN 3-89678-026-3
- Warriors of God, James Reston, New York, Doubleday, 2001, ISBN 0-385-49561-7